# Письма к незнакомке
«Пи́сьма к незнако́мке» (фр. Lettres à une inconnue) — сборник писем Проспера Мериме к Женни Дакен, изданный в Париже в 1873 году, замечательный памятник эпистолярной литературы.

## Знакомство
Письма были написаны в период между 1832 и 1870. Адресат — Женни (Жанна Франсуаза) Дакен (1811—1895), поэтесса-любительница из Булони. Желая познакомиться с известным писателем, она послала ему письмо, выдавая себя за англичанку, некую леди Алджернон Сеймур, якобы задумавшую нарисовать иллюстрации к «Хронике царствования Карла IX».
Мериме, большой любитель розыгрышей, (на одну из его мистификаций, как известно, попался Пушкин, принявший за подлинный балканский фольклор песни из сборника «Гюзла»), в этом случае сам оказался разыгран. Предвкушая очередную интрижку, он вступил в переписку с незнакомкой, попутно через своих английских друзей пытаясь узнать, кто она.

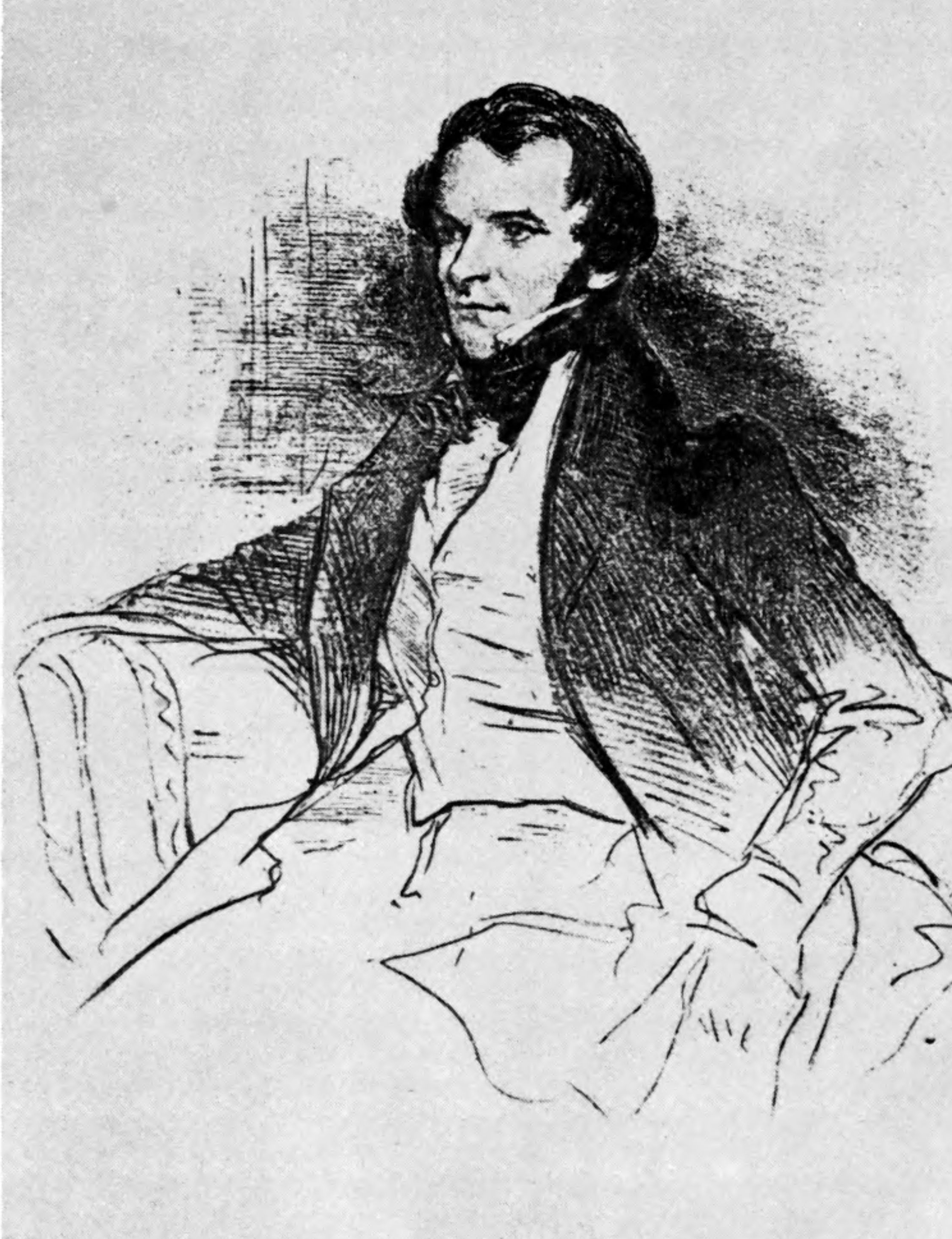
Проспер Мериме. Литография Ашиля Девериа. 1829 год.

После нескольких месяцев переписки, 29 декабря 1832 года произошла встреча в Булони, положившая начало длительным и близким отношениям, продолжавшимся до самой смерти писателя.
Знакомство с Женни Дакен Мериме держал в тайне, вероятно, из опасения скомпрометировать девушку из почтенной буржуазной семьи, к тому же так и не вышедшую замуж. Только самые близкие друзья, Стендаль и Саттон Шарп, знали о ней. К тому же сам Мериме в то время, в частности и благодаря разгульным похождениям в компании со Стендалем, пользовался дурной репутацией повесы и сластолюбца.
С 1842/1843 до 1850-х годов Проспер и Женни время от времени были любовниками, при том, что «официальной» любовницей Мериме в то время была аристократка Валентина Делессер.
В дальнейшем Мериме и Дакен связывала близкая дружба.

## Содержание
Письма написаны с тем же литературным талантом, что и прочие сочинения Мериме, содержат много биографических сведений и любопытных замечаний, сделанных по разным поводам. Мериме, будучи государственным служащим, много времени проводил в инспекционных поездках, исколесив всю Францию, а также (уже из любви к перемене мест) часто путешествовал по соседним и более отдаленным странам, повсюду наблюдая местные особенности, и сообщая о них своей корреспондентке.

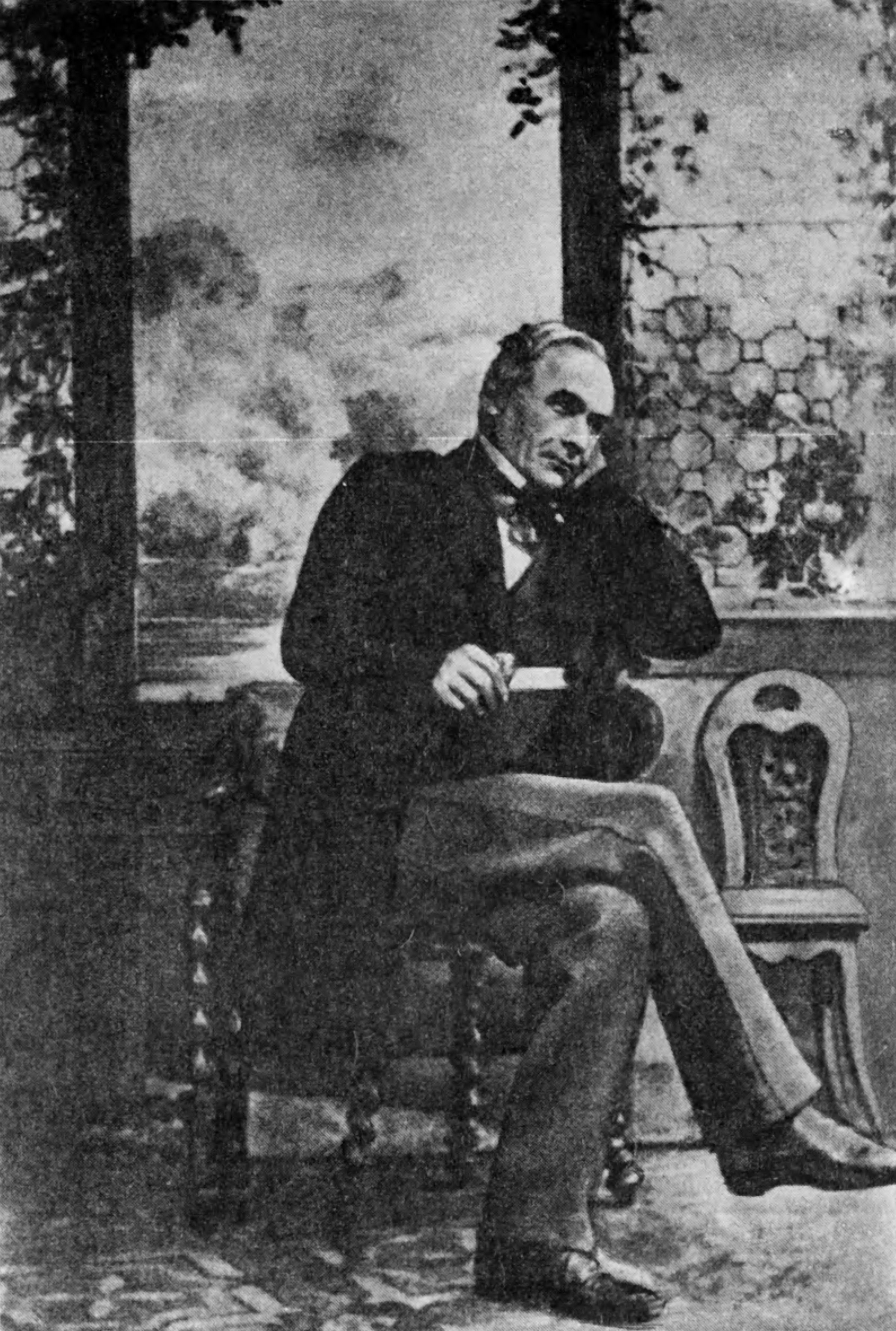
Проспер Мериме. Фотография 1855 года.

Много сведений о политике, к которой Мериме был причастен во времена Второй империи. Он был другом родителей Евгении Монтихо, которую знал ещё ребёнком. Став французской императрицей, она познакомила писателя, которого глубоко уважала, с Наполеоном III. Мериме был назначен сенатором и часто сопровождал императорскую семью в поездках, а кроме прочего, помогал Наполеону в написании «Истории Юлия Цезаря», на которого тщеславный император хотел быть похожим.
При этом к режиму Второй империи он относился критично, и помня о революционных событиях 1830 и 1848 годов, в которых самому довелось участвовать, ничего хорошего не ожидал. Особенно его раздражал всплеск клерикализма и показного благочестия во Франции 1860-х годов, когда завзятые безбожники, желая подольститься к императору, гурьбой ринулись в церковь. Моду на демонстративную религиозность Мериме, будучи атеистом, считал чем-то вроде умственного помрачения, и посвятил этому немало едких строк в письмах к Женни.
Значительное место в письмах отведено описанию исторических и литературных занятий, в частности русской историей и литературой, которыми Мериме был сильно увлечен.

## Смерть Мериме
В начале осени 1870 года тяжело больной Мериме вернулся в Канны, покинув Париж незадолго до начала осады города германскими войсками. 23 сентября он умер.
Женни тяжело переживала смерть своего друга, совпавшую по времени с разгромом Французской империи германцами.

Как же верно ты сказал, что подлинное удовлетворение от страстно нами желаемого мы получаем, лишь сознавая, что друзья наши живы. Все надежды теперь полетели прахом; падение Орлеана, произошедшее третьего дня, повергло нас в самое тревожное состояние. Чувствуешь себя вконец разбитым, будто упал с пятого этажа, поняв, что все чаяния обмануты. Париж держится героически, но придёт ли провинция вовремя ему на помощь? (...)
Да, я действительно в глубокой печали после смерти столь дорогого мне друга, заполнявшего всю мою жизнь; однако ж печаль моя была бы ещё безутешней, когда бы не те ужасные обстоятельства, в каких мы живем последние два месяца. Он же нашёл в смерти конец нестерпимым мукам и страданиям, которые мужественно сносил, завидуя судьбе тех, кто ушёл до него. (...)
Прощай. Я знаю, что у тебя очаровательные дети. Быть может, они застанут возрождение нашей страны и времена реванша. А что же говорить о нас?— Женни Дакен. Письмо к племяннику. Невер, 15 октября 1870 года

## Публикация

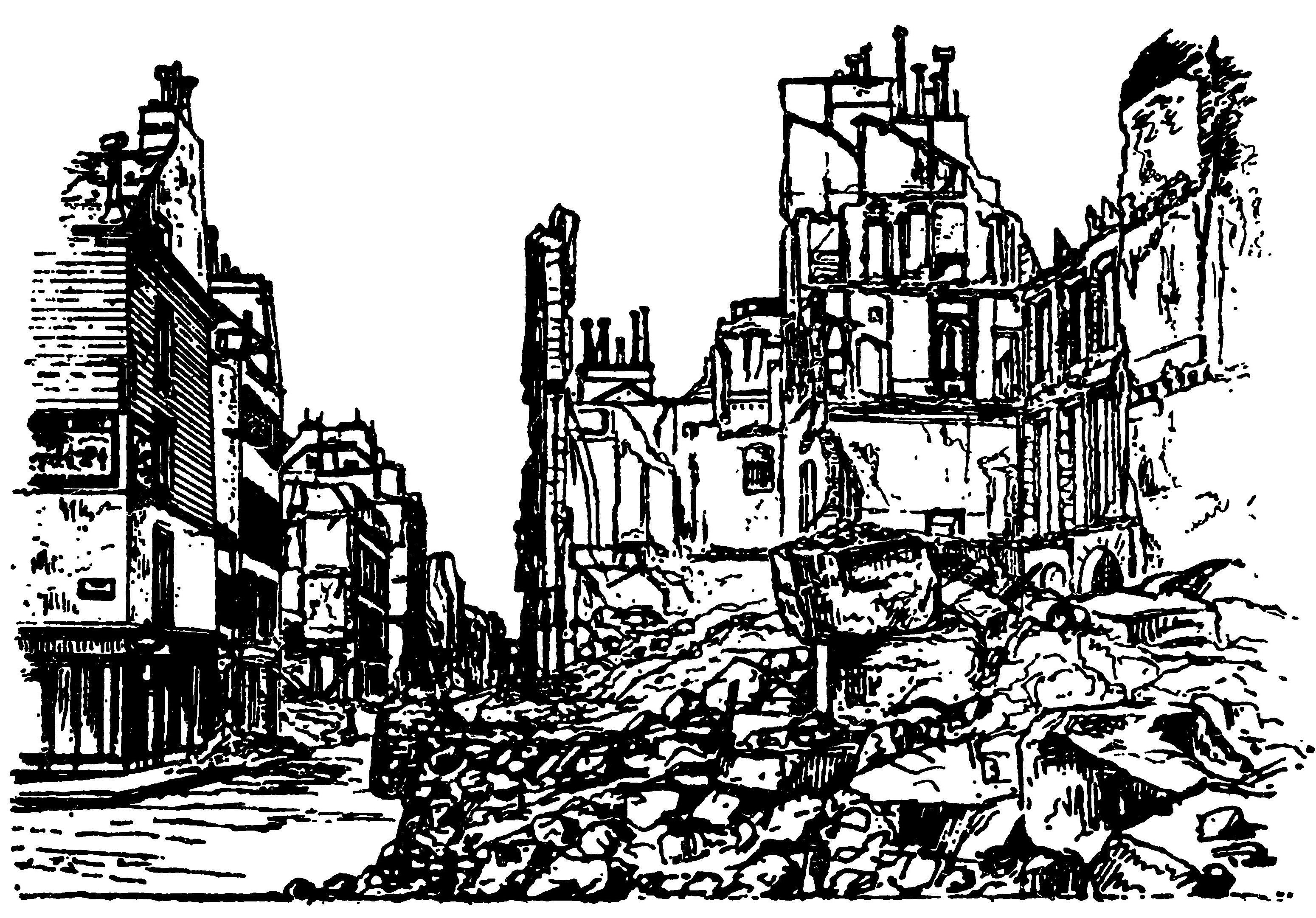
Развалины дома Мериме на Лилльской улице в Париже. Рисунок неизвестного художника. 1871 год.

Готовя письма к публикации, Женни Дакен сделала в них многочисленные купюры, постаравшись убрать сведения личного и интимного характера, зашифровала имена и изменила хронологическую последовательность писем, а часть из них, очевидно, вовсе не стала публиковать. Автографы писем не найдены, вполне возможно, что они были уничтожены.
Два тома «Писем к незнакомке» были изданы в конце ноября 1873 года (на титуле обозначен 1874 год) с предисловием Ипполита Тэна.
Публикация вызвала многочисленные отклики в печати. Уже 1 января 1874 года газета «Ла Пресс» опубликовала имя загадочной незнакомки. В том же году перевод писем вышел в Лондоне (P. Mérimée's Letters to an Incognita). Также в 1874 году в Париже опубликовали явно подложные «Письма незнакомки», затем переизданные в 1889 году. Автор ловкой мистификации так и остался неизвестен.
Письма самой Женни к Мериме не сохранились. Дом писателя был сожжен и разрушен во время коммунистического мятежа в Париже в 1871 году, и его архив, где хранились письма, в том числе и от Стендаля, и от Тургенева, погиб.
В России подборка писем была опубликована уже в 1874 году А. Н. Пыпиным в Вестнике Европы. Частично они были изданы в 6-м томе собрания сочинений Мериме в 1963 году. Полное издание выпущено в 1991 году в серии «Литературные памятники»:
- Мериме П. Письма к незнакомке / [пер. с франц. Н. Н. Кудрявцевой] ; изд. подг. Н. Н. Кудрявцева, А. Д. Михайлов ; отв. ред. А. Д. Михайлов. — М. : Наука, 1991. — 416 с. — (Литературніе памятники). — 140 000 экз. — ISBN 5-02-012725-6.